# Krigsåret 1976

## Pågående krig
- Inbördeskriget i Libanon (1975-1990)

## Händelser

### Januari
- 14 - MPLA besätter flera strategiskt viktiga platser i FNLA-kontrollerade norra Angola.[1]
- 22 - Alla parter i inbördeskrigets Libanon enas om vapenvila.[1]

### Februari
- 8 - 14 brittiska legosoldater i inbördeskrigets Angola uppges ha avrättats av sina befäl för att ha vägrat lyda order.[1]
- 14 - MPLA erövrar Huambo  i Angola.[1]

### Mars
- 14 - Thailand förklarar att USA måste lämna sina baser i Thailand inom två månader.[1]

### Juni
- 1 juni - Syrien drar sig in i Inbördeskriget i Libanon.[1]

### Juli
- 4 - Ett israeliskt kommando fritar kapade flygpassagerare i Uganda; Operation Entebbe.
- 1 juli - Svenska flygvapnet firar 50-årsjubileum.[1]

### Augusti
- 5 augusti - Mohammed Nur Sadd, sudanesisk tidigare brigadgeneral avrättas.[1]

### December
- 24 - I regionen Aceh i Indonesien förklarar gerillan Gerakan Aceh Merdeka Aceh som en självständig stat. Oroligheter utbryter.

## Avlidna
- 24 mars - Bernard Montgomery, 88, brittisk fältmarskalk under andra världskriget.[1]

### Fotnoter
1. 1 2 3 4 5 6 7 8 9   Horisont 1976. Bertmarks